# Кеті Едер
Кеті Едер (20 століття , Мілвокі, Вісконсин ) — американська активістка та соціальний підприємець, яка заснувала та очолювала соціальні проєкти 50 Miles More, Kids Tales та The Future Coalition. Обіймає посаду виконавчого директора у The Future Coalition.
У грудні 2019 року Едер була названа Forbes однією із 30 впливових осіб у віці до 30 років у категорії «Право та політика».

## Походження та навчання
Едер народилася та виросла у Мілвокі у штат Вісконсин. У 2018 році Кеті закінчила середню школу Шорвуд, а восени 2020 року вступила до Стенфордського університету Вона наймолодша в родині з п'яти дітей.

## Активізм

### Дитячі казки
Коли Кеті виповнилося 13 років, вона заснувала некомерційну організацію «Kids Tales» («Дитячі казки»), щоб проводити творічі майстер-класи, в яких навчали підлітків та дітей, які ніколи не писали літературних творів поза школою. Під час майстер-класу «Дитячі казки» діти пишуть невеличкі оповідання, які потім публікуються в реальній книзі у вигляді антології. Півтори тисячі дітей у дев'яти країнах взяли участь у майстер-класах «Дитячі казки». Kids Tales залучили понад 400 вчителів-підлітків і опублікували 90 антологій.

### М50 Miles More
24 березня після завершення події «March For Our Lives 2018», Кеті та інші вихованці її середньої школи організували марш на 50 миль із Медісона у штаті Вісконсин до Джейнсвілла у штаті Вісконсин, рідного міста колишнього спікера Палати представників США Пола Райана, щоб зателефонувати йому. Активісти намагалися звернути увагу на його роль у блокуванні законопроєкту про зброю. Цей марш на 50 миль спонукав Кеті та її команду розпочати загальнонаціональну кампанію під назвою #50more in #50states, щоб закликати людей в інших 49 штатах провести подібні марші довжиною 50 миль до рідного міста або офісу одного з обраних посадовців, що підтримують NRA та вимагати від них дій та заходів, які б поклали край насильству із застосуванням вогнепальної зброї. У серпні 2018 року пройшла подібна акція («50 Miles More») у Массачусетсі. 50 Miles More також запровадила загальнонаціональну ініціативу залучення учасниками маршів молодих виборців до участі в проміжних виборах 2018 року.

### Майбутня коаліція
Кеті Едер спромоглася домовитися про «50 Miles More» з іншими молодіжними організаціями по всій країні, щоб сформувати «Future Coalition» - національну мережу та спільноту для молоді й молодіжних організацій з метою зробити майбутнє кращим, безпечнішим та оновленим, комфортним місцем для всіх. Коаліція «Майбутнє» об'єднує молодіжні організації та молодіжних лідерів по всій території Сполучених Штатів Америки для обміну ідеями. Коаліція «Майбутнє» у вересні 2018 року запустила передвиборчу кампанію «Walkout to Vote» (укр. «Вийти на голосування»). Школярі та молодь з-понад 500 шкіл по всій країні призупинили проведення уроків та прийшли на виборчі дільниці.

## Відзнаки та нагороди
- Премія Prudential Spirit of Community — національний лауреат[2]
- Премія Діллера Тіккуна Олама[28]
- Three Dot Dash — Глобальний інкубатор соціального підприємництва — Саміт Just Peace[29]
- Міжнародна асоціація грамотності — «30 under 30 Award»[30]
- AFS-USA Project Change — Премія «Бачення в дії»[31]